# Magdolna Szabics
Magdolna Szabics, coniugata Gulyásné (Karcag, 7 luglio 1949 – Budapest, 14 giugno 2014), è stata una cestista ungherese.

## Carriera
Con l'Ungheria ha disputato i Giochi olimpici di Mosca 1980, i Campionati mondiali del 1975 e sei edizioni dei Campionati europei (1970, 1972, 1974, 1976, 1978, 1980).